# Challenger de Brest 2021
El torneo Brest Challenger 2021 fue un torneo de tenis perteneció al ATP Challenger Tour 2021 en la categoría Challenger 90. Se trató de la 6.ª edición; el torneo tuvo lugar en la ciudad de Brest (Francia), desde el 25 hasta el 31 de octubre de 2021 sobre pista dura bajo techo.

## Jugadores participantes del cuadro de individuales
| Favorito | País                      | Jugador               | Rank1 | Posición en el torneo    |
| -------- | ------------------------- | --------------------- | ----- | ------------------------ |
| 1        | Bandera de Francia        | Arthur Rinderknech    | 65    | Primera ronda            |
| 2        | Bandera de Estados Unidos | Jenson Brooksby       | 70    | Baja                     |
| 3        | Bandera de Francia        | Richard Gasquet       | 74    | Cuartos de final, retiro |
| 4        | Bandera de Estados Unidos | Brandon Nakashima     | 79    | CAMPEÓN                  |
| 5        | Bandera de Italia         | Stefano Travaglia     | 83    | Segunda ronda            |
| 6        | Bandera de Francia        | Pierre-Hugues Herbert | 97    | Primera ronda            |
| 7        | Bandera de Suiza          | Henri Laaksonen       | 99    | Cuartos de final         |
| 8        | Bandera de Francia        | Hugo Gaston           | 106   | Segunda ronda            |

- 1 Se ha tomado en cuenta el ranking del 18 de octubre de 2021.

### Otros participantes
Los siguientes jugadores recibieron una invitación (wild card), por lo tanto ingresan directamente al cuadro principal (WC):
- Manuel Guinard
- Arthur Rinderknech
- Luca Van Assche

Los siguientes jugadores ingresan al cuadro principal tras disputar el cuadro clasificatorio (Q):
- Kenny de Schepper
- Aleksandr Nedovyesov
- Zsombor Piros
- Alexey Vatutin

## Campeones

### Individual Masculino
- Brandon Nakashima derrotó en la final a  João Sousa, 6–3, 6–3

### Dobles Masculino
- Sadio Doumbia /  Fabien Reboul derrotaron en la final a  Salvatore Caruso /  Federico Gaio, 4–6, 6–3, [10–3]